# Per Björkander
Per Göran Björkander, född 25 februari 1925 i Östergarn, Gotlands län, död 25 augusti 1982 i Västerviks församling, Kalmar län, var en svensk distriktsåklagare.

## Biografi
Björkander var son till prosten Carl-Johan Björkander och Thea Wallbom. Han tog studentexamen i Lund 1946 och var verksam vid distriktsåklagarexpeditionen i Stockholm 1952. Björkander tjänstgjorde i landsfiskalsorganisationen i Södermanlands län 1953–1963, var extra ordinarie landsfiskal i Västervik 1964 och distriktsåklagare i Västervik från 1965.
Han gifte sig 1955 med Elsie-Maj Pettersson (född 1929) och var far till Anne-Christine (född 1956) och Susanne (född 1958). Per Björkander är begravd på Östergarns kyrkogård.